# RosaKehlchen
Die RosaKehlchen – Schwuler Chor Heidelberg e.V. ist ein deutscher Männerchor von schwulen Männern. Er wurde 1992 in Heidelberg gegründet.

## Geschichte

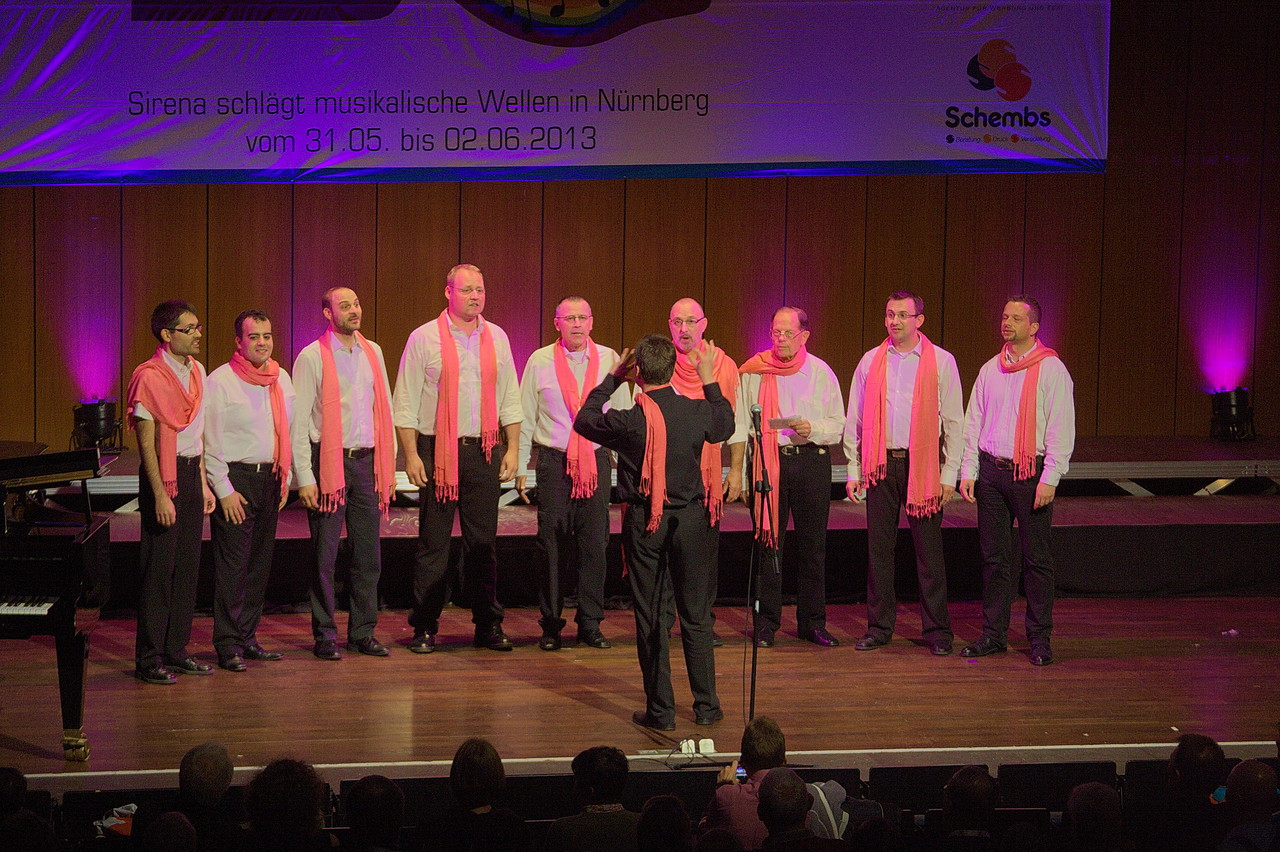
Die RosaKehlchen auf der Bühne beim Chorfestival Sirena 2013.

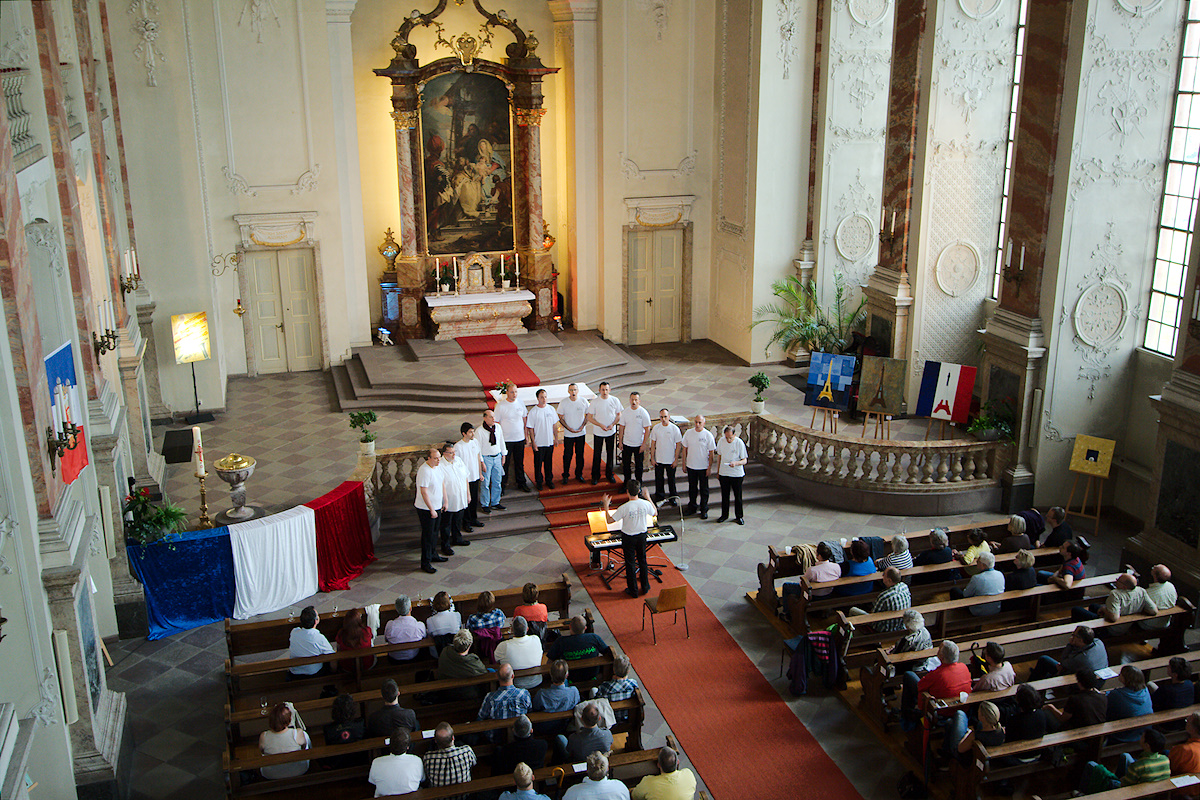
Die RosaKehlchen in der Schlosskirche Mannheim im Rahmen der Sommermusik 2012.

1992 in Heidelberg gegründet, gehören die RosaKehlchen inzwischen zum festen Bestandteil auf den Bühnen des Rhein-Neckar-Raumes und sind dort „längst Kult“. Mehrere abendfüllende Programme wurden seither erarbeitet und erfolgreich aufgeführt. Die RosaKehlchen sind inzwischen ein als gemeinnützig anerkannter eingetragener Verein.
Seit 1997 sind die RosaKehlchen Mitglied bei Legato, der Dachorganisation lesbischer und schwuler Chöre in Europa.
Zusammen mit den Queerflöten aus Freiburg und den Schrillmännern aus Karlsruhe wurde im Jahr 2000 die Aufnahme in den Badischen Sängerbund gerichtlich erstritten, was deutschlandweit Beachtung fand. Bereits vor Verkündung des Urteils war das Medienecho groß, so berichtete beispielsweise Der Spiegel und die Bild-Zeitung von der Klage. Darauf nahm auch der Richter aus Karlsruhe Bezug, als er bei der Urteilsverkündung mit einem Wortspiel bestätigte, dass der Teilnahme am „bundesdeutschen Choralverkehr“ nun nichts mehr im Wege stehe. Der Badische Sängerbund, der zunächst Revision einlegte, zog diese zurück und nahm die Chöre auf.
2010 wurde die Musik der CD „Eine neue Liebe“ mit der Aufnahme in die Dokumentation „Wir sind wie wir sind“ von Ralf J. Raber zum relevanten schwulen Musikkulturgut erklärt.
2013 wurde der 21. Geburtstag mit einem Konzert in Heidelberg gefeiert.
2014 wurde die Premiere des achten Programms „Major Tomm“ im Karlstorbahnhof, im Rahmen des Queer Festival Heidelberg, gefeiert.
2017 wurde das 25-jährige Jubiläum im Karlstorbahnhof in Heidelberg, als Teil des Queer Festivals Heidelberg, gefeiert. Das Jubiläum war Anlass für den Südwestrundfunk am gleichen Tag in seinem zweiten und vierten Radioprogramm einen Beitrag über den Chor und seine Geschichte auszustrahlen.
2018 berichtete eine der größten polnische Tageszeitung, die Gazeta Wyborcza, in ihrer Feiertagsausgabe zu Ostern im Rahmen eines Artikels über Mannheim als UNESCO City of Music über die RosaKehlchen.

### Bühnenprogramme
- Von Fröschen, Schweinen und Prinzen (1997)
- Nachtzauber - heidelberg by night (1998)
- Die Rosa(ROSIGEN?) 50er Jahre (1999)
- Mit deutscher Zunge (2001)
- Jubliäumsprogramm „Zehn Jahre RosaKehlchen“ (2002)
- James Bond - For You Guys Only (2004)
- Habemus Mama: Eine Geschichte von Reichtum und Schönheit (2007)
- Major Tomm (2014)
- Sei mal verliebt – 25 Jahre RosaKehlchen (2017)
- Ein Lied kann eine Brücke sein (2018)

### Auftritte bei nationalen und internationalen Chorfestivals
Die RosaKehlchen haben bereits mehrfach an verschiedenen Chorfestivals, darunter zweimal auch dem internationalen schwul-lesbischen Chorfestival „Various Voices“ und mehrfach am süddeutschen schwul-lesbisch-queeren Chorfestival, teilgenommen.
- Various Voices, München (1997)[18]
- Südluscht, Stuttgart (2000)[19]
- Various Voices, Berlin (2001)
- Chorfestival des Kurpfälzer Sängerkreises, Heidelberg (2001)[20]
- Schreiline, Frankfurt (2002)
- Kreisch, Karlsruhe (2004)[21]
- Monaccord, München (2006)[22]
- Südluscht, Stuttgart (2008)[23]
- Sirena, Nürnberg (2013)[24][25]
- Queertakte, Mainz (2015)[26]
- Kreisch, Karlsruhe (2019)[27]

### Veröffentlichte CDs
- Heidelberg by Night
- Eine neue Liebe (2003)